# 페놀산

일반적인 페놀산인 살리실산의 화학 구조

페놀산(영어: phenolic acid) 또는 페놀카복실산(영어: phenolcarboxylic acid)은 방향족산 화합물의 한 종류이다. 이 부류에는 페놀 고리와 유기 카복실산 작용기(C6-C1 골격)을 포함하는 물질이 포함된다. 두 가지 중요한 자연적으로 생성되는 유형의 페놀산은 하이드록시벤조산과 하이드록시신남산이며, 이는 각각 벤조산과 신남산의 비페놀성 분자로부터 유도된다.

## 생성
페놀산은 많은 식물종에서 발견할 수 있다. 건조 과실에서 페놀산의 함량은 높아질 수 있다.
말콩(Macrotyloma uniflorum)에서 천연 페놀은 대부분 페놀산, 3,4-다이하이드록시벤조산, 4-하이드록시벤조산, 바닐산, 카페산, p-쿠마르산, 페룰산, 시링산, 시나핀산이다.
페놀산은 버섯류인 담자균류에서 발견할 수 있다. 페놀산은 또한 토양의 부식질의 주요 유기 성분인 부식 물질의 일부이다.
많은 페놀류가 사람의 오줌에서 발견될 수 있다.

## 화학
고정화된 칸디다 안타르크티카(Candida antarctica)의 분해효소는 페놀산으로 플라보노이드의 직접적인 아세틸화를 촉매하는 데 사용할 수 있다.

## 같이 보기
- 벤조산
- 방향족 알코올
- 식품의 식물 화학물질 목록